# Sławomir Skrzypek

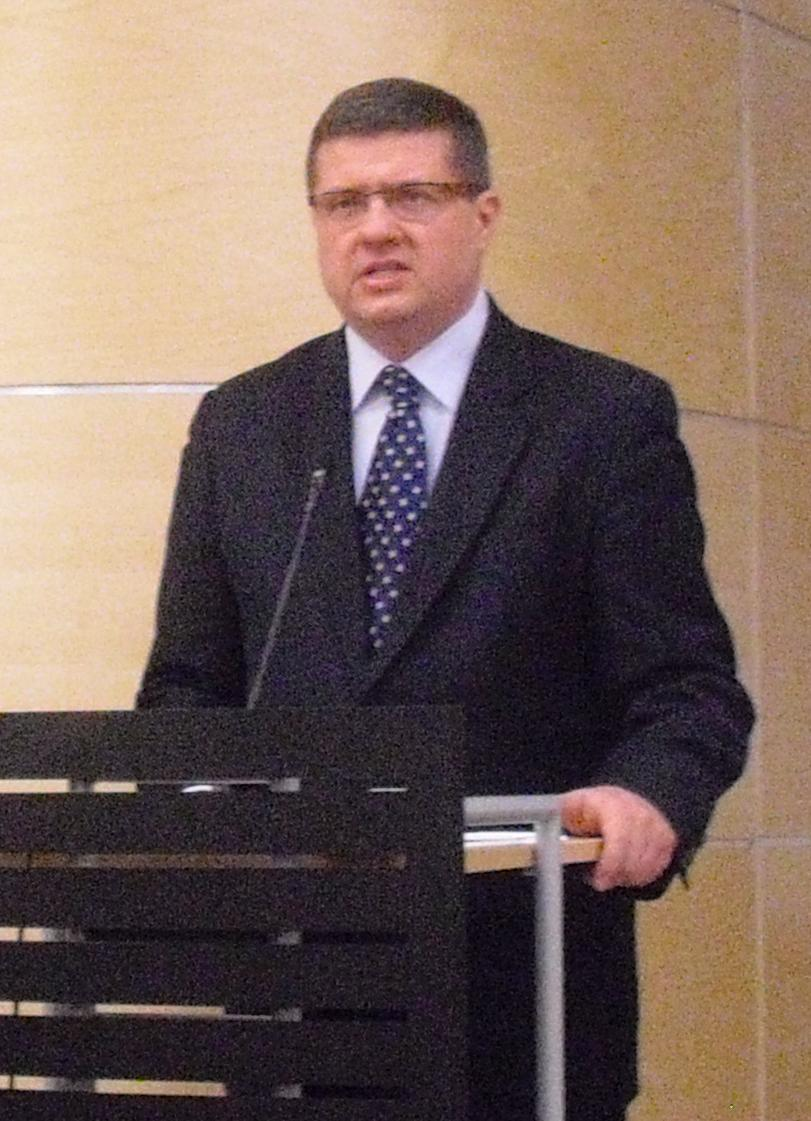
Sławomir Skrzypek, 2009. december.

Sławomir Stanisław Skrzypek (Katowice, 1963. május 10. – Szmolenszk, 2010. április 10.), lengyel közgazdász, 2007-től haláláig a Lengyel Nemzeti Bank (Narodowy Bank Polski) elnöke.
A Sziléziai Technológiai Egyetemen végzett, majd MBA fokozatot szerzett a Wisconsini Egyetemen. Posztgraduális tanulmányokat folytatott a Krakkói Közgazdasági Egyetemen, a Sziléziai Egyetemen, a Georgetowni Egyetemen és a Navarrai Egyetem IESE Üzleti Iskolájában.
Skrzypeket 2007. január 7-én nevezték ki az NBP elnökének, miután a Szejm ezt 239:202 arányban, egy tartózkodással megszavazta. A poszton Leszek Balcerowiczot váltotta. Skrzypeket Lech Kaczynski lengyel elnök jelölte és az ellenzék azzal bírálta, hogy nincs meg a megfelelő tapasztalata.
Mielőtt az NBP első embere lett, Skrzypek a PKO BP, a legnagyobb lengyel bank ügyvezető elnöki posztját töltötte be.
A szmolenszki légikatasztrófában vesztette életét.

## Fordítás
- Ez a szócikk részben vagy egészben  a   Sławomir Skrzypek című angol Wikipédia-szócikk ezen változatának fordításán alapul.  Az eredeti cikk szerkesztőit annak laptörténete sorolja fel. Ez a jelzés csupán a megfogalmazás eredetét és a szerzői jogokat jelzi, nem szolgál a cikkben szereplő információk forrásmegjelöléseként.